# Ganggrab von Stenseby

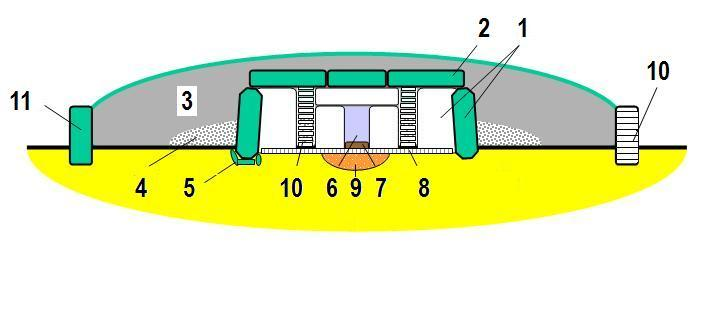
Schema Ganggrab (Querschnitt) 1=Trag-, 2= Deckstein, 3=Erdhügel, 4=Dichtung, 5=Verkeilsteine, 6=Zugang, 7= Schwellenstein. 8=Bodenplatten, 9=Unterbodendepots, 10=Zwischenmauerwerk 11=Randsteine

Das Ganggrab von Stenseby (auch Ndr. Stensebygård oder Steensby genannt) liegt bei Bodilsker auf der dänischen Insel Bornholm und ist ein Großsteingrab der Trichterbecherkultur (TBK), das im Neolithikum zwischen 3500 und 2800 v. Chr. entstand.
Das Ganggrab (dänisch Jættestue) ist eine Bauform jungsteinzeitlicher Megalithanlagen, die aus einer Kammer und einem baulich abgesetzten, lateralen Gang besteht. Diese Form ist primär in Dänemark, Deutschland und Skandinavien, sowie vereinzelt in Frankreich und den Niederlanden zu finden. Neolithische Monumente sind Ausdruck der Kultur und Ideologie neolithischer Gesellschaften. Ihre Entstehung und Funktion gelten als Kennzeichen der sozialen Entwicklung.

## Beschreibung
J. A. Jørgensen aus Ibsker war als Amateurarchäologe sehr aktiv. Zahlreiche archäologische Stätten wurden von dem Bornholmer Lehrer im späten 19. Jahrhundert untersucht und beschrieben. 1882 untersuchte er das Ganggrab von Stenseby südlich von Bodilsker und vom Stensebyvejen. Die Ausgrabung der Megalithanlage erbrachte eine Fülle von Funden. Unweit von Stenseby hatte Jørgensen sechs Monate zuvor das Ganggrab Bønnestenen untersucht. Die Region der beiden Ganggräber ist ziemlich flach und fels- und steinlos. Sie hat den Namen Stens(e)by (Steinort) lediglich von den Steinen der beiden Anlagen.
Die rechteckige Anlage von Stenseby ist nahezu spiegelgleich errichtet. Sie hatte je vier Tragsteine an den Langseiten und je zwei an den Schmalseiten (einer wurde ersetzt). Der kurze Gang, von dem die meisten einwärts geneigten Tragsteine erhalten sind, setzt mittig an.

## Funde
In seinem ausführlichen Grabungsbericht hat Jørgensen die beiden Ganggräber Stenseby und Bønnestenen zusammengefasst. Er berichtet, dass im Gang von Stenseby einige Bernsteinperlen, Feuerstein, Scherben und Tonlöffel aber keine Knochen gefunden wurden. In den unteren Schichten der Grabkammer wurden ein paar hundert Perlen gefunden. Die meisten zerbrachen bei der Berührung. Etwa ein Dutzend Feuersteingeräte, von denen die größten fünf Zentimeter lang waren, und Pfeilspitzen aus Feuerstein wurden gefunden. Eine Axt aus Sandstein oder grünem Stein wurde im Inneren der Kammer nahe am Zugang gefunden. In einer der Ecken fand Jørgensen verbrannte Knochen.